# سلیمان‌پاشا
سلیمان‌پاشا (به ترکی استانبولی: Süleymanpaşa) یک منطقهٔ مسکونی در ترکیه است که در ناحیه مرمره واقع شده‌است. سلیمان‌پاشا ۱۵۰٬۱۱۲ نفر جمعیت دارد و ۷۰ متر بالاتر از سطح دریا واقع شده‌است.